# Сонянка крейдяна
Сонянка крейдяна, сонцецвіт крейдяний (Helianthemum cretaceum) — вид рослин з родини чистових (Cistaceae), поширений на сході України й на заході Росії.

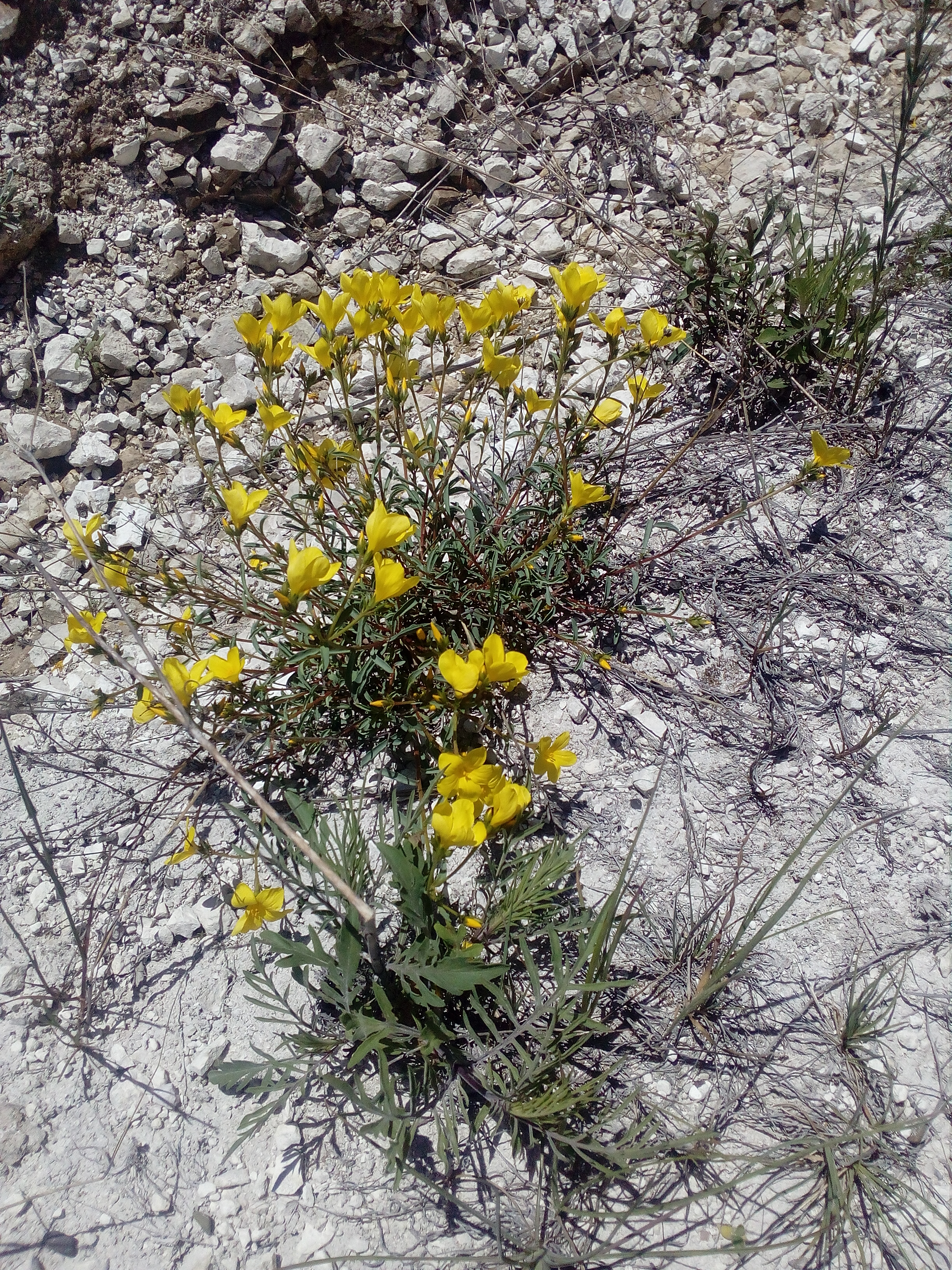
Сонянка крейдяна у Дворічанському національному природному парку

## Опис
Багаторічна трав'яниста рослина 10–15 см завдовжки. Чашолистки запушені довгими відстовбурченими волосками. Пелюстки 5–7 мм завдовжки.

## Поширення
Вид поширений на сході України й на заході Росії.
В Україні вид зростає на крейдяних схилах на півдні Середньоруської височини — відомий з Харківської й Луганської областей.